# Comuna Pii, Mîronivka
Pii (în ucraineană Пії) este o comună în raionul Mîronivka, regiunea Kiev, Ucraina, formată din satele Lîpovîi Rih și Pii (reședința).

## Demografie
Componența lingvistică a comunei Pii
     Ucraineană (96,34%)
     Rusă (3,38%)
     Alte limbi (0,28%)
Conform recensământului din 2001, majoritatea populației comunei Pii era vorbitoare de ucraineană (96,34%), existând în minoritate și vorbitori de rusă (3,38%).